# دوباره عشق (مجموعه تلویزیونی)
دوباره عشق (انگلیسی: Love Again; کره‌ای: 러브 어게인) یک مجموعه تلویزیونی کره جنوبی سال ۲۰۱۲ با بازی کیم جی-سو، ریو جونگ هان، چوی چول هو و لی آه هیون است. این مجموعه، بازسازی مجموعه تلویزیونی ژاپنی Class Reunion: Love Again Syndrome است. دوباره عشق از ۲۵ آوریل تا ۱۴ ژوئن ۲۰۱۲، روزهای چهارشنبه و پنجشنبه ساعت ۲۱:۰۰ (کی‌اس‌تی) از جی‌تی‌بی‌سی برای ۱۶ قسمت پخش شد.